# Cladonia glebosa
Cladonia glebosa är en lavart som beskrevs av S. Hammer. Cladonia glebosa ingår i släktet Cladonia och familjen Cladoniaceae.   Inga underarter finns listade i Catalogue of Life.